# Timonius laugerioides
Timonius laugerioides är en måreväxtart som beskrevs av Herbert Fuller Wernham. Timonius laugerioides ingår i släktet Timonius och familjen måreväxter. Inga underarter finns listade i Catalogue of Life.